# Artillerieschule (Hannover)
Die Artillerieschule in Hannover war eine 1782 von der hannoverschen Armee eingerichtete Schule für die Artillerie und gilt als Vorläuferin der (preußischen) Vereinigten Artillerie- und Ingenieurschule. Standort der Artillerieschule, die mit ihrer Bibliothek schnell zur bedeutendsten militärischen Bildungsanstalt im Kurfürstentum Hannover aufstieg, war der Pavillon am Calenberger Tor.

## Geschichte

### 1766 bis 1803

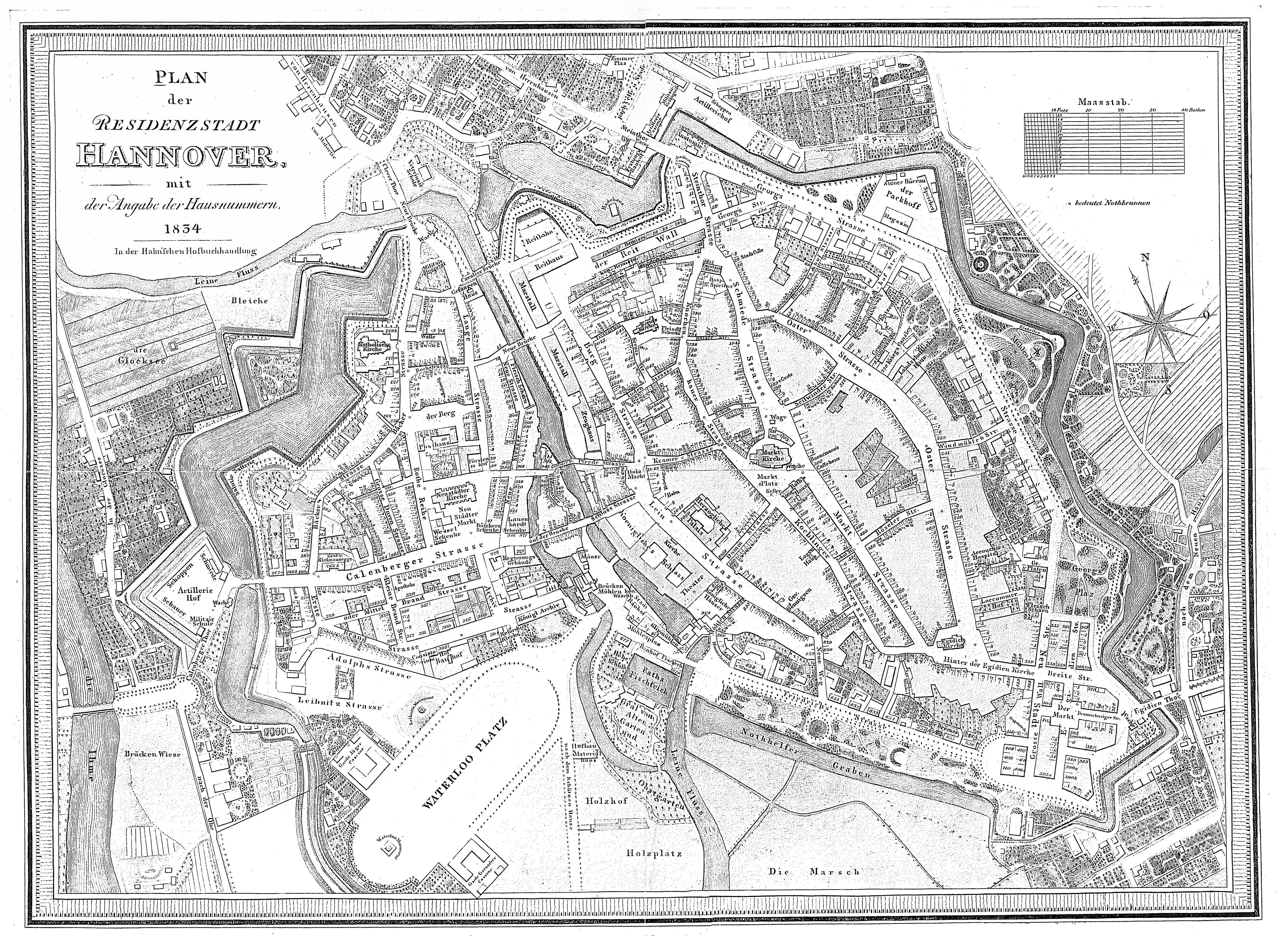
Stadtplan Hannover 1834; auf dem westlichsten Ravelin in der Verlängerung der Calenberger Straße die „Militärschule;“
Verlag Hahn’sche Hofbuchhandlung

Schon 1766, wenige Jahre dem Siebenjährigen Krieg, richtete Oberst von Estorff „für die Offiziere des 8. Kavallerie Regiments, Dragoner eine erste Offizierschule ein, an der ab 1778 auch der spätere preussische General Scharnhorst lehrte“. 1782 erhielt General von Trew die Genehmigung für eine Artillerieschule, die noch im September desselben Jahres ihren Unterricht aufnahm.
Auf eigenen Wunsch wurde der zuvor im Dragonerregiment Estorff (Garnison Northeim) zum Artillerieleutnant ernannte Scharnhorst an die Kriegsschule Hannover berufen, nachdem König Georg III. von Großbritannien und Irland „unter dem 17. Mai 1782 die Anlegung und Einrichtung einer Artillerie-Schule zu Hannover“ befohlen hatte, die finanziell dem Artillerie-Regiment zugeordnet werden sollte. Unterstützend wirkte das Vermächtnis des Generalleutnants Anton Ulrich Braun, „der seine private Sammlung wissenschaftlicher und militärwissenschaftlicher Literatur dem [hannoverschen] Offizierskorps vermachte“ und so die Grundlage schuf für eine eigene Artillerie-Bibliothek. 1782 wurde Scharnhorst leitender Bibliothekar an der neugegründeten Artillerieschule. Scharnhorst, der spätere Reformator der Preußischen Armee, gehörte der Artillerieschule als zweiter Lehrer bis 1801 an.
Nachdem der Generalmajor Georg Josua du Plat durch die negativen Erfahrungen im Siebenjährigen Krieg bereits seit 1763 in mehreren Denkschriften die Einrichtung einer Ingenieurschule gefordert hatte, brachten die positiven Erfahrungen mit der neugegründeten Artillerieschule und eine weitere „Denkschrift [du Plats] an den kommandierenden General von der Decken vom 10. Januar 1783“ schließlich den Durchbruch: 1784 – Scharnhorst wurde zum Leutnant befördert –  wurde der Artillerieschule eine den Offizieren vorbehaltene Ingenieurschule angegliedert (bis 1831).
1789 wurde durch königliches Reskript das Verhältnis der beiden Militärschulen neu geregelt: Ein neugeschaffenes, gemeinsames Direktorium führte nun die Oberaufsicht über das Militärbildungswesen, Wilhelm von Freytag und Ernst Franz Carl von Hake wurden zu Direktoren berufen. In den 1790er Jahren unterstand die Artillerieschule von Trew und die Ingenieurschule Oberst Friedrich Christoph Kunze. „Kriegsrat von Hake gehörte der Direktion beider Institutionen an, berichtete und legte die Rechnung gemeinsam mit den jeweiligen Direktoren jeweils am gleichen Tag“. Eine Schenkungsnotiz in der Artilleriebibliothek deutet zudem auf eine auch bibliothekarische Tätigkeit von Hakes.

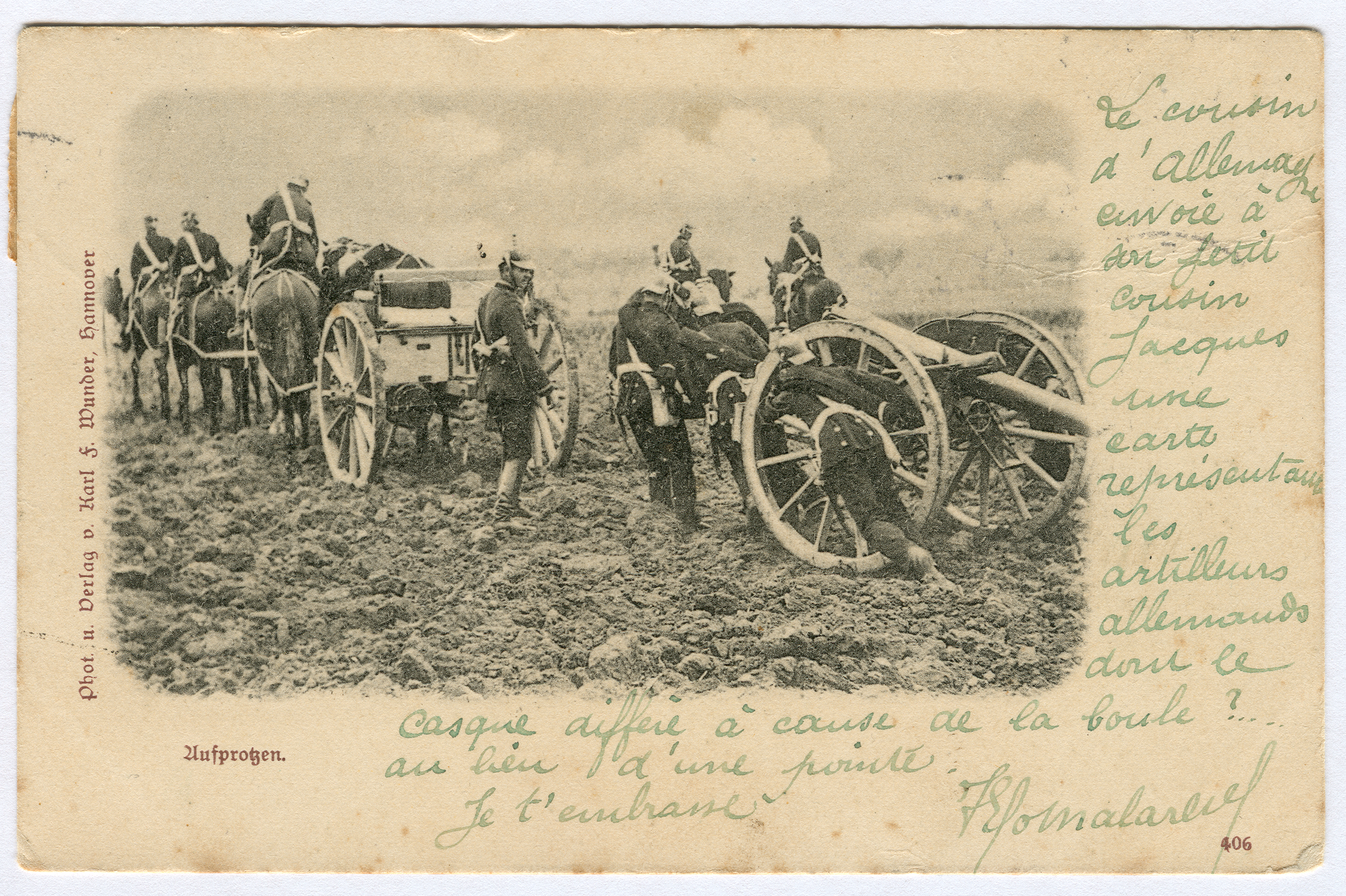
Rund 100 Jahre nach Knigges Schreiben: Kanoniere mit preußischen Pickelhauben;
Ansichtskarte 406 von Karl F. Wunder, um 1898

Über die Artillerieschule schrieb Adolph Freiherr von Knigge in seinen 1792 veröffentlichten Briefe[n], auf einer Reise von Lothringen nach Niedersachsen geschrieben:

„…schöne Leute … sehr vorteilhaft gekleidet … Das Corps der Offiziere [besteht] aus gebildeten, geschickten, feinen, gesitteten und bescheidnen Männern und Jünglingen … Bey diesen [beiden] Militär-Schulen muß ich Ihnen den Hauptmann Scharnhorst nennen, den ich seiner gründlichen Kenntnisse, seiner edlen Bescheidenheit und seines sanften Charakters wegen gleich hoch schätze.“

An den Napoleonischen Kriegen nahm Scharnhorst 1793/94 teil als Adjutant des Generals von Hammerstein. 1801 wurde Hannover vom April bis Oktober durch preußische Truppen besetzt, die so einer französischen Besetzung zuvorkamen. Schon am 19. Mai desselben Jahres wechselte Scharnhorst vom hannoverschen Dienst in den preußischen und verließ damit die Artillerieschule in Hannover. Er blieb jedoch Mitglied der Calenberg-Grubenhagenschen Landschaft und „hat seine Verbindungen zu H[annover] offenbar nie ganz abreissen lassen.“ 1803 wurde die kurhannoversche Armee gänzlich aufgelöst – Teile davon kämpften jedoch in der King’s German Legion – und für die Stadt Hannover begann eine beinahe zehnjährige Fremdherrschaft, während der weder an der Artillerie- noch an der angegliederten Ingenieurschule unterrichtet wurde.

### Artillerie- und Ingenieurschule 1814 bis 1834
Noch vor der Schlacht bei Waterloo wurde 1813 die königlich hannoversche Armee neu gebildet und 1814 „der Unterricht in der neueingerichteten Artillerie- und Ingenieurschule wiederaufgenommen“.
Die Schulung der Unteroffiziere und Unteroffiziersanwärter dauerte lediglich ein Jahr und „umfaßte die Fächer Mathematik (Arithmetik und Geometrie), Artillerie und Mechanik sowie Zeichnen, ergänzt durch praktische Übungen.“ Davon getrennt wurden in der zweiten und dritten Klasse die Offiziersanwärter ausgebildet sowie diejenigen Offiziere, die noch keine ausreichenden Qualifikationen für ihren Beruf erlangt hatten. Im Mittelpunkt der zweiten, einjährigen Klasse stand wiederum Mathematik mit den Gliederungen Algebra, Arithmetik, Geo- und Trigonometrie. Erst in der dritten Klasse, die zwei Jahre dauerte, „wurden die sogenannten angewandten Wissenschaften gelehrt, also Artillerie, Mechanik (besonders Ballistik), Taktik, Befestigungskunde und die großen Feldoperationen“.
Während in den Winterhalbjahren die theoretische Unterweisung der Kadetten und Offiziere im Hörsaal stattfand, wurden alle Schüler in den Sommerhalbjahren gründlich in der Praxis unterrichtet. Nach dem damaligen Verständnis wurden die Auszubildenden währenddessen sehr anspruchsvoll praktisch ausgebildet in „Geschützkunde, dem Einsatz der Geschütze, dem Schätzen von Entfernungen, der Geländeaufnahme sowie der Lösung konkreter militärischer Probleme“. Anders als in vergleichbaren zeitgenössischen Militäreinrichtungen wurden die Offizierschüler und Offiziere in Hannover jedoch „über die mit ihrem Dienstgrad verbundenen Funktionen hinaus aus[gebildet].“ Unterstützung fand diese erweiterte Ausbildung durch die Unterrichtung von von Scharnhorst, der die Schüler während seines Unterrichtes auch zu selbständigen Entscheidungen anleitete.
Weitere Lehrer an der Artillerieschule in Hannover waren die ehemalige Mitarbeiter von Carl Friedrich Gauß, Stabskapitän Georg Wilhelm Müller (1785–1835) und der Leutnant Johann Georg Friedrich Hartmann (1796–1834). Hartmann wechselte nach seiner Lehrtätigkeit an der Artillerieschule 1831 an die neugegründete Höhere Gewerbeschule, der späteren Technischen Hochschule Hannover, und unterrichtete dort praktische Geometrie und praktisches Zeichnen.

### Die Marieninsel
Ab 1843 wurde auf dem Gelände der Artillerieschule die Marieninsel eingerichtet, eine Restauration mit Park, Kegelbahn und Freilichttheater.
Nach der Schlacht bei Langensalza im Deutschen Krieg und dem Ende des Königreichs Hannover wurden ab 1866 auch die letzten Gebäude der Artillerieschule auf dem Artilleriehof abgebrochen.

## Persönlichkeiten

### Direktion
- Ernst Franz Carl von Hake, zuvor Landdrost im Herzogtum Sachsen-Lauenburg

### Lehrer
- ab 1778: Gerhard Johann David von Scharnhorst, leitender Bibliothekar[8] und zweiter Lehrer[9]
- 1800–1803: Christian Ziehen, ordentlicher Lehrer[19]
- Stabskapitän Georg Wilhelm Müller (1785–1835)[15]
- 1821–1831:[20] Leutnant Johann Georg Friedrich Hartmann[15] (1796–1834), ab 1831 „Lehrer für praktische Geometrie und geometrisches Zeichnen an der Höheren Gewerbeschule, …nebenamtlich Lehrer der mathematischen Geographie an der Generalstabs-Akademie“[20]
- 1833–1836: Ludwig von Wissell (1797–1853)[21][22]

### Schüler
- Georg Julius von Hartmann (1774–1856)[23]
- Georg Wilhelm Glünder (1799–1848), Offizier, Autor und Mathematiklehrer sowie zweiter Direktor der Höheren Gewerbeschule[24]
- Arnold Heinrich Deichmann[25] (1800–1870), unter anderem Lehrer, Offizier, Autor, Geodät und erster wissenschaftlicher Kartograf der Stadt Hannover.[26]

## Erhaltene Bücher
Als Archivalien haben sich von der Bibliothek der Archivschule insgesamt 731 Titel (ohne Zeitschriften) im Bestand der Gottfried Wilhelm Leibniz Bibliothek erhalten, zumeist mit einem Exlibris der Archivschule.